# Camp Marécage
 (août 2020).
Camp Marécage ou Camp Lakebottom : Bienvenue au Lac (Camp Lakebottom) est une série télévisée d'animation canadienne composée de 65 épisodes de 22 minutes (ou 128 segments de 11 minutes) ainsi que cinq films, créée par Eric Jacobson, produite par 9 Story Media Group, et diffusée entre le 4 juillet 2013 et le 24 juillet 2017 sur Télétoon.
En France la série a été diffusée sur Télétoon+.

## Synopsis
McGee, un petit garçon, avec ses amis Gretchen et Squirt, se trompe de bus et se retrouve au camp de vacances de Lakebottom, où il va vivre d'étonnantes aventures.

## Voix
- Kim Jalabert : Suzi
- Nicolas Charbonneaux-Collombet : Sawyer
- Nicholas Savard L'Herbier : Squirt
- Julie Beauchemin : Gretchen
- Kevin Houle : Jordan Buttsquat
- Christian Perrault : Armand
- Marc-André Brunet : McGee
- Fanny Rainville : Rosebud

 Source et légende : version québécoise (VQ) sur Doublage.qc.ca

## Épisodes

### Saison 1 (2013-2014)
1. S'évader à tout prix ! (Escape From Camp Lakebottom)
2. L'ascension des marécagiens (Rise of the Bottom Dwellers)
3. La nuit du slip vivant (Afternoon of the Living Gitch)
4. Sangsue des profondeurs (Mindsuckers From the Depths)
5. Mordicus (Jaws of Old Toothy)
6. Arachnattaque (Arachnattack)
7. Le cri du poulet-garou (Cluck of the Were-Chicken)
8. Nain-porte quoi (Gnome Force)
9. Le porte-malheur (Stage Fright)
10. Monstre-à-tout-faire (Frankenfixer)
11. Terreur sur pattes (Cheeks of Dread)
12. Cacatastrophe aérienne (Doo Doo Doomsday)
13. La folie des guimauves (Marshmallow Madness)
14. Les sosies de Suzi (28 Suzis Later)
15. Le roi des farces (Pranks for Nothing)
16. Zombivalent (Zombie Dearest)
17. Une terreur en peluche (Terror From the Toybox)
18. Grand prix marécageux (Slimeball Run)
19. Morsure de Buttsquat (Bite of the Buttsquat)
20. Le glaive d'Ittibiticus (Sword of Ittybitticus)
21. Ma tête pour un cheval (It’s a Headless Horse, Man)
22. Voyage au fond des profondeurs (Voyage to the Bottom of the Deep)
23. Pirates des Marécaraïbes (Pirates of Ickygloomy)
24. L'attaque du squirt de 15 mètres (Attack of the 50-Foot Squirt)
25. La fête avec Thierry (Bloody Marty)
26. La tondeuse fantôme (Ghost in the Mower)
27. Les naufragés de la forêt (Trouble In Spit Creek)
28. Bons baisers de russe-ski (The Spy Who Quatched Me)
29. Des fourmis dans les jambes (Ants in My Camp)
30. Admirateur infernal (Fanboy Freakout)
31. Le mystère de Toutakamion (Are You My Mummy?)
32. Les tours de ventouse (Slimey Come Home)
33. McGee et la sirène (McGee the Mermaid)
34. Bienvenue à Futuro-squat (Welcome to Buttcon)
35. La super bande des méga fantastiques (The Superfantastic Mega-Buds)
36. Un rhum nez-faste (It Came From My Nose)
37. Cowboy McGee (High Plains Garbage Eater)
38. Cauchemar de rêve (Dream a Little Scream)
39. McGee T (McGee T)
40. La chasse du grand Tiki (The Great Tiki Hunt)
41. Camp Plantebottom (Camp Plantbottom)
42. Jeux de mains, jeu de vilains (Game Over)
43. Un petit tour dans le hurleur hanté ? (Clockwork Slime)
44. Voyage dans le temps (Ride The Haunted Howler)
45. Voyage au centre de buttsquat (Buttastic Journey)
46. King kong fu (Monkey See Monkey Kung-Fu)
47. Le crayon magique (Red Drawn)
48. Entraîneur de malheurs (Pandora’s Jock)
49. La bague au doigt (Ring Around The Gretchen)
50. Chili con carnage (Chilli Con Caranage)
51. La vallée du buttsquat-osaure (Valley of the Iguanasquat)
52. La légende du trésor de Wiggly (The Legend of Wiggly’s Gold)

### Saison 2 (2015-2016)
1. Malice au pays sans réveil (Adventures in Bottomland)
2. Géant aux pieds d'argile (Golem My Way?)
3. Patatras (S.P.U.D.S.)
4. Chasseurs de monstres (Monster Hunters "R" Us)
5. Le golf du démon (Golfadoom)
6. Mamba à tout prix (There is Something About Mamba)
7. Eclipsalypso (Eclipsalypso)
8. Apocalypse Squirt (Apocalypse Squirt)
9. La faim justifie les moyens (The Itchy Witchy Pizza Project)
10. Intelligence superficielle (Breakout from Buttvault B)
11. Activité peur-anormale (Scare-A-Normal-Activity)
12. La fête des bêtes (Beast Feast)
13. Le cirque de la terreur (Big Top Terror)
14. L'attaque du slime (Slimal Fear)
15. L'effrayeur effrayé (Who’s Ghouling Who?)
16. L'abominable professeur yéti (The Abominable Dr. Squatch)
17. Méli-mélo dans le bayou (Schwampbillies)
18. Le fort du marécage souriant (Remember Fort Sunny Bottom)
19. Laid comme un pou (Seven Foot Itch)
20. Dans la peau de McGee (Beeing McGee)
21. Bestiale Bessie (Messie Bessie)
22. Nounou Miam Miam (Nanny Num Nums)
23. Racines familiales (Pod Parents)
24. Scouts zombies (Pod Parents)
25. Cabane hantée (Cabin Fever)
26. Rira bien qui rira le dernier (It’s a Horrible Life)
27. Cervelles d'oiseau (Bird Brains)
28. Le vrai Vincent (The Real Vincent)
29. McHardcock (The Real Vincent)
30. Canard veinard (Lucky Duck)
31. La jalousie de Suzi (When Suzis Attack)
32. Mystère et bouse de dragon (Lucky Duck)
33. Hoquet (Hiccups)
34. Le monstre du marais (Boogeyman Fever)
35. Frousse club (Fright Club)
36. Les rebelles des sables (Bottom Dome)
37. Rencontre du 3ème squirt (The Day Squirt Stood Still)
38. Antigravité (Anti Gravity)
39. Vive les vents d'hiver (Slaybells)
40. L'étrange antinoël de McGee (Smells Like the Holidays)
41. Derniers jours (Last Days)
42. Touche du bois (Knock on Wood)
43. Scène de méninges (Duh’rehka)
44. Premier de corvée (Chore Leave)
45. La reine des glaces (Ice Queen)
46. Zéro-zéro-singe (Live and Let Squatch)
47. Le troll des dents (Tooth Troll)
48. Mieux vaut dard que jamais (Hive and Seek)
49. Duel à Marécage City (Slugfight at Bottom Gulch)
50. Zomborg (I Zomborg)
51. Qui s'y colle ? (Head Two Head)
52. L'appel de la nature (The Last of the Wild)

### Saison 3 (2017)
La saison 3 a été diffusée sur Télétoon en début juin. Elle sera diffusée sur Canal+ Family le 4 novembre 2017.
1. Je pense, donc Je sue (Sweat, Hot Lakebottom Summer)
2. Le guimoge (The S’mogre)
3. Camp Mare et Cage (Camp Lockdownbottom)
4. En vers et contre tous (All You Need Is Larva)
5. Les parents de Gretchen (Meet the Gretch’s Parents)
6. Passage pour les pas sages (Now With 100% More Portal)
7. Lac mareca-tron (Lakebo-Tron)
8. L'avènement de l'aube du commement (Rise of the Dawn of the Beginning of the Planet of Armand!)
9. Qui tire la classe perd sa place (McGee’s First Flush)
10. Ceruman (House of Ear Wax)
11. Buttbrigade (Butt-Squad)
12. Guerre et pets (You Sank My Battle-Squirt!)
13. Camp marécureuil (I, Rodent)
14. McGee est très culotte (Undies Cover of the Night)
15. Le disco-Garou (Afterlife of the Party)
16. F.L.O.P.P : l'éléphant (F.L.O.P.P.Y the Elephant)
17. Dindons de la farce (Tur-Keepin it Real)
18. Père Elno (Little Saint Nicky)
19. Mucus et bouche cousue (Nostril-Damus!)
20. Pieuvre à l'appui (Working Over-Slime)
21. Le vieil homme et McGee (The Old Man and the McGee)
22. Opération : McMaman (Operation: McMom)
23. Camp cauchemarécage ! : Ha ha ha ! (The Lakebottom House of Horrors! Mwa Ha, Ha!)
24. Le championat du camp marécage (The Camp Lakebottom Classic)